# Гдов
Гдов — город в России, самый северный в Псковской области. Административный центр Гдовского района и городского поселения Гдов.

## Этимология
О происхождении названия Гдов существует отдельная статья в этимологическом словаре русского языка, составленном немецким языковедом российского происхождения Максом Фасмером (1886—1962). Так, в словаре указывается, что помимо общепринятого в настоящее время названия этого города — Гдов, в истории существовали ещё такие русские варианты, как Вдов, Овдо́в, эстонский вариант: Oudova, шведский: Ågdowe, средненижненемецкий: Effdowe. Существует разные версии происхождения этого названия.
Первая принадлежит финскому языковеду И. Ю. Микколе. Он считал, что название города Гдова, как и местное название в Львовской области Gdow, произошло от имени собственного Gъdъ, которое, в свою очередь, соответствует литовскому gùdas (что означает белорус), восходящему к названию германского народа — готам. Шведский славист Р. Экблум при этом отметил малую вероятность последнего утверждения, поскольку в названии Гдов отчётливо присутствует д, а не т, как в слове гот.
Вторую версию высказал польский языковед А. Брюкнер. По его мнению, славянское название Гдов соответствует древнепрусскому gude, что означает куст, лес. Однако Макс Фасмер посчитал данное толкование неприемлемым, поскольку «неизвестно никаких признаков существования такого славянского слова».
При изучении вопроса о происхождении названия города возникает и вопрос о первичности названия — города (Гдов), или реки, на которой он расположен (Гдовка, Гда).

## География
Расположен на реке Гдовке, в 2 км от её впадения в Чудское озеро в деревне Устье, в 125 км к северу от Пскова и в 230 км к юго-западу от Санкт-Петербурга. Через восточную часть города также протекает ручей Старица. Главная улица Гдова — улица Карла Маркса.

## История
По преданию, в X веке местность, на которой расположен ныне город Гдов, входила в удел вдовствующей княгини Ольги. Об этом также упоминал историк В. Н. Татищев в своей незавершённой работе «Лексикон Российской, исторической, географической, политической и гражданской», впервые изданной в 1793 году.

«Гдов, ныне Вдов, город весьма древний, мнят, яко и Изборск, до построения Плескова был, мнят, якобы оной во вдовстве дан был княгине великой Ольге, отчего он Вдов, или Вдовий, назван…».
При проведении археологических раскопок в 1989 году Львом Большаковым на месте старого собора Димитрия Солунского были обнаружены остатки храмового строения, датируемые XII веком. Подтверждением древности города может ещё служить жалованная грамота 1623 года царя Михаила Фёдоровича, где сообщается о том, что псковский князь Тимофей Довмонт, княживший в 1266—1299 годах, выделил Псковскому девичьему монастырю Ивана Предтечи земли в Гдове.
Гдов впервые упоминается в Первой Псковской летописи (Тихоновском списке) осенью 6831 года по исчислению от сотворения мира, что соответствует 1322 году от Рождества Христова, когда в очередной раз Ливонский орден напал на русские земли у Чудского озера, рек Нарвы и Чермы. Освобождена от немцев эта территория была не раньше февраля месяца следующего 1323 года.

«В лето 6831. Приеха князь великий Георгий с Низу во Псков, и прияша его псковичи с честию от всего сердца. Toe же осени избиша немцы пскович на миру, и гостей во озере, и ловцов на Норове реце; а берег весь и городок Гдову, Череместь взяша; и послаша псковичи к Давыду князю в Литву, и Давыд князь приеха на сыропустной недели в четверток, а князь Георгий еще бяше в Пскове; и еха князь со псковичи за Нерову и плени землю немецкую до Колываня; а князь великий Георгий поеха изо Пскова в Новгород».— Псковская Первая летопись (Тихоновский список), лл. 24, 24 об.
Однако в других псковских летописях при рассказе об этом набеге в 6831 году упоминание о Гдове отсутствует.

Весной 1431 года при князе Дмитрии Александровиче Ростовском и псковских посадниках Якиме Павловиче Княжичеве, Феодосии Феофиловиче и Стефане на реке Гдовке была заложена новая крепость. Начало строительства, судя по Второй Псковской летописи (Синодальный список), пришлось на «5 недели по велике дни» (очевидно, пятая неделя после Пасхи — с 30 апреля (9 мая) по 6 (15) мая). К 1 (10) ноября (согласно Третьей Псковской летописи (Строевский список)) крепость была готова. С приступной (наиболее уязвимой) стороны она была каменная, с других сторон — деревянная. За работу местные Березские власти заплатили мастерам 300 рублей.

«В лето 6939. […] Того же лета, на весну, псковичи наяша мастеров 300 муж и заложиша город новый, на реце, на Гдове, половину стены камену, а иную половину древяну, при князи Димитрии Александровичи и при посаднике Якиме Княжичеве; и единого лета оучиниша каменую и древяную стену, и земцы безкии даша мастером 300 рублев». — Псковская Первая летопись (Тихоновский список), лл. 50, 50об.
В последующие годы, Гдовская крепость укреплялась (например, в летописях говорится о таких работах в 1434 году), деревянные стены заменялись каменными. Сложена она была в основном из валунов, но в некоторых местах присутствовала и известняковая кладка. Крепость в виде почти прямоугольного четырёхугольника (скруглён северный угол) 150×250 метров стояла на вершине холма; вдоль северных её стен протекала река Гдовка; юго-западной — ручей Старица; а у юго-восточной стены был вырыт ров. Стены достигали высоты 5,5—8 метров, а шириной были 3,5—5 метров. На западе крепости у Псковской (Круглой) башни находились её главные ворота — Псковские. По центру северо-западной стены находилась Середняя (Тайницкая) башня с тайным ходом к реке Гдовке, на севере находились Маленские (Малые) ворота. На востоке располагались третьи ворота — Кушельские, а по центру юго-восточной стены — самая мощная Петелинская башня. На южной оконечности крепости стояла угловая Костерская башня.
В дальнейшем о Гдове упоминается в 1463 году, тогда на верхнее Принаровье на шнеках и ладьях совершили набег немцы; в 1480 году 20 января они же ночью напали на сам Гдов, осаждали его и сожгли посад.

«В лето 6988. […] Тоя же зимы, генваря в 20 день, приидоша немци с многыми силами к Гдову городу; и начаша огненыя стрелы на град пущати, и бяше велми притужно граду; и посади и волости вся пожгоша; и отъидоша прочь, а град бог оублюде, святыи великии мученик Димитрии».— Псковская Вторая летопись (Синодальный список), лл. 212, 212об.
1 сентября 1496 года через Гдов прошёл отряд псковичей, для отражения нападения немцев (шведов) на Ивангород. Однако не только военные действия наносили урон Гдову. В Псковской Третьей летописи (Строевский список) упоминается пожар 1560 года, когда город выгорел, этому поспособствовала малоснежная зима и засушливая весна.
В 1581 году Гдовская крепость осаждалась литовско-польско-шведскими войсками Стефана Батория (не взята); шведами в 1613—1614 годах, когда Густав II Адольф взял крепость в августе 1614 года. В 1657 году под Гдовом произошло одно из важнейших сражений русско-шведской войны 1656—1658 годов, в котором шведская армия графа Делагарди потерпела поражение от армии князя Ивана Хованского. После Северной войны 1700—1721 годов Гдов перестает быть пограничной крепостью, потеряв стратегическое значение.
С 1708 года — уездный центр в составе Санкт-Петербургской (Ингерманландской) губернии, с 1727 года — в составе Псковской провинции Новгородской губернии, с 1777 года — в составе Псковского наместничества, с 1781 года — вновь в составе Санкт-Петербургской губернии. В 1780 г. через Гдов проезжала Екатерина II; по собранным для неё сведениям, в городе числилось 14 купцов, 112 мещан и 30 разночинцев, имелось две каменные и три деревянные церкви, а также 14 лавок, промышленность отсутствовала.
В 1918 году в Гдове формируется Гдовский отряд Красной Армии под командованием Яна Фабрициуса, который отличился в боях против немецких войск (под Псковом) и белых отрядов Булак-Балаховича, с 1927 года — в Ленинградской области (в том числе в 1935—1940 годах в Псковском округе Ленобласти), с 1944 года — в составе Псковской области.
Во время Великой Отечественной войны аэродром Гдова стал важной целью для немецко-фашистских войск, доступ к которому значительно облегчил бы операции Люфтваффе. Оборону Гдова с 14 июля вела отступавшая из Пскова 118-я стрелковая дивизия, атаковали город 36-я моторизованная дивизия с юго-востока и 58-я пехотная дивизия группы армий «Север» по шоссе Псков — Гдов. 16 июля город с его защитниками был окружён. C 3 июля по 18 июля 1941 года в Гдове базировалась Чудская военная флотилия, которая эвакуировала на север Чудского озера около тысячи красноармейцев. 19 июля 1941 года Гдов был захвачен немецкими войсками. По германским оценкам, около 1200 человек с советской стороны погибли при обороне города, и 1700—2000 — взяты в плен. Жители оккупированного Гдова и соседних деревень угонялись на работы в Германию, а сама территория Гдовщины по германским проектам послевоенного устройства оккупированных земель СССР должна была войти в очищенную от славянского населения рейхсмарку «Ингерманланд». За время войны, в особенности при отступлении оккупационных войск, город значительно пострадал. Были разрушены завод «Ленрыба», кирпичный, хлебный и льнозавод, промкомбинат, спичечная фабрика, электростанции, здания учебных заведений, больницы и учреждений культуры. В Гдовском кремле были взорваны здания собора, церкви и колокольни, ценные памятники русской архитектуры. Из имевшихся в нём до войны 640 зданий 606 были взорваны и сожжены. На оккупированных территориях развернулось масштабное партизанское движение, нарушавшее, среди прочего, германские коммуникации по железнодорожной ветке Псков — Гдов — Сланцы. Освобождён партизанами и войсками Ленинградского фронта в ходе Ленинградско-Новгородской операции 4 февраля 1944 года.

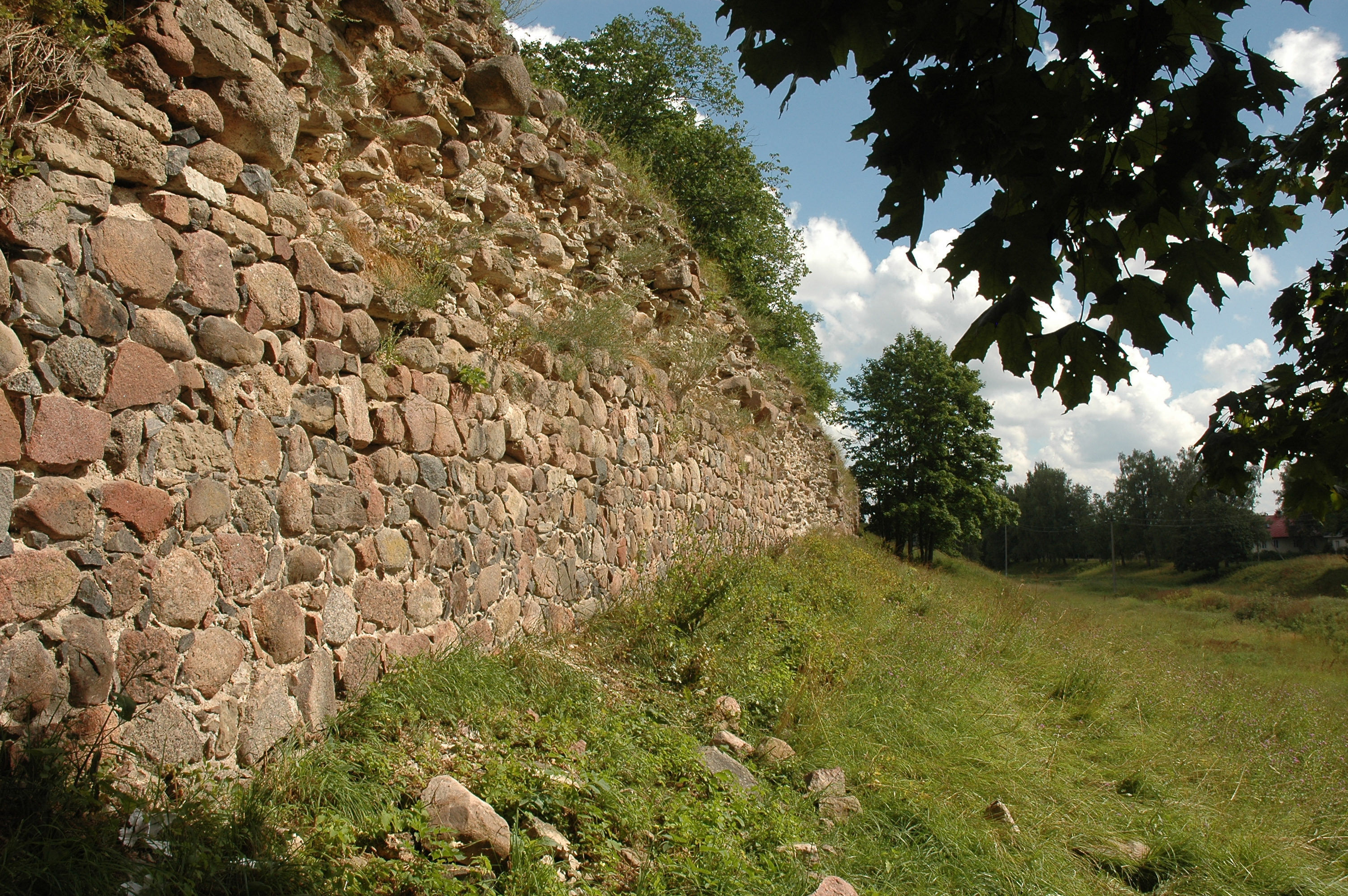
Стена Гдовского кремля
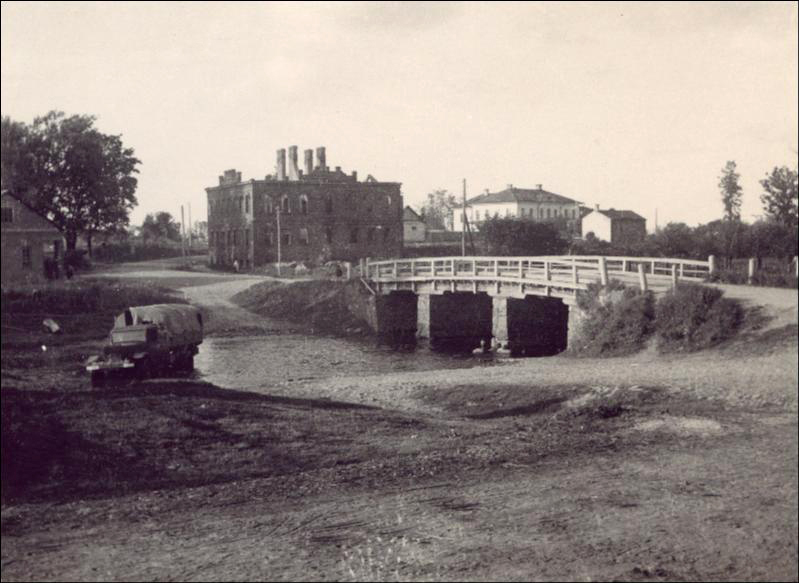
Вид на Гдов в 1943 году
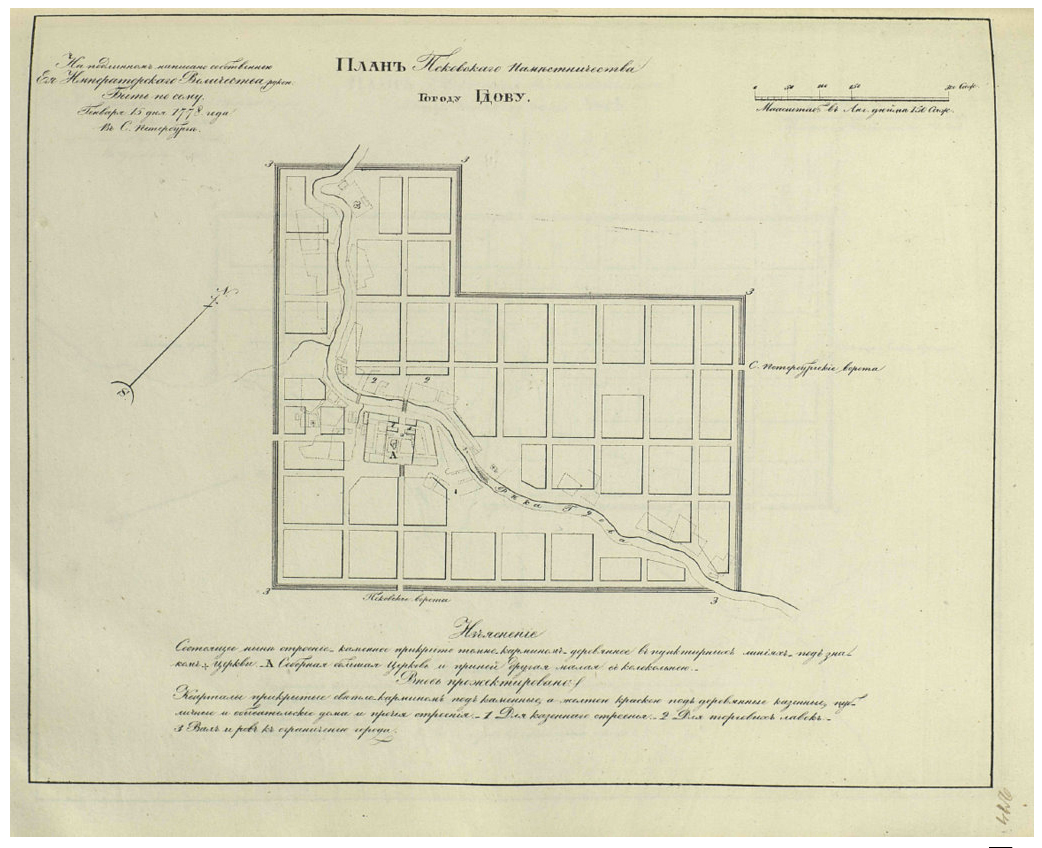
Упрощённая план-схема развития г. Гдова Псковской провинции по проекту 1778 года.
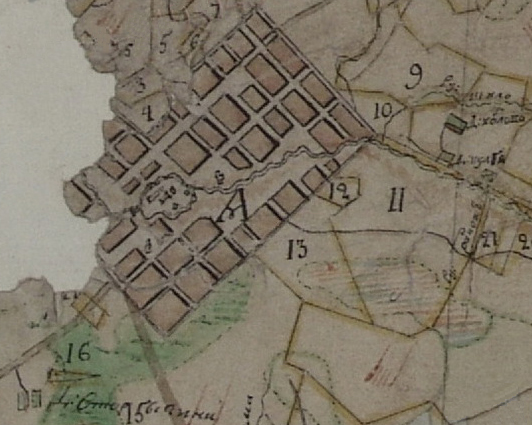
План города Гдова на плане Генерального межевания Гдовского уезда конца XVIII века.

## Население
| 1856  | 1897  | 1913  | 1923  | 1926  | 1931  | 1939  | 1959  | 1970  | 1979  | 1989  | 1992  |
| ----- | ----- | ----- | ----- | ----- | ----- | ----- | ----- | ----- | ----- | ----- | ----- |
| 2300  | ↘2100 | ↗4000 | ↘3700 | ↘3400 | ↗3900 | ↗4578 | ↘3673 | ↗4112 | ↗4745 | ↗5966 | ↘5900 |
| 1996  | 1998  | 2001  | 2002  | 2004  | 2005  | 2006  | 2007  | 2008  | 2009  | 2010  | 2011  |
| ↘5800 | →5800 | →5800 | ↘5171 | ↘5068 | ↘4978 | ↘4895 | ↘4807 | ↘4703 | ↘4613 | ↘4379 | ↘4331 |
| 2012  | 2013  | 2014  | 2015  | 2016  | 2017  | 2018  | 2019  | 2020  | 2021  | 2023  | 2024  |
| ↘4118 | ↘3971 | ↘3832 | ↘3743 | ↘3600 | ↘3542 | ↘3460 | ↘3412 | ↘3257 | ↗3465 | ↘3326 | ↘3256 |
| 2025  |       |       |       |       |       |       |       |       |       |       |       |
| ↘3194 |       |       |       |       |       |       |       |       |       |       |       |

На 1 января 2025 года по численности населения город находился на 1104-м месте из 1124 городов Российской Федерации.
Национальный состав
По итогам переписи населения 2020 года проживали следующие национальности (национальности менее 0,1 % и другое, см. в сноске к строке «Другие»):
| Национальность | Численность, чел. | Доля     |
| -------------- | ----------------- | -------- |
| Русские        | 3322              | 96,15 %  |
| Украинцы       | 18                | 0,52 %   |
| Армяне         | 17                | 0,49 %   |
| Цыгане         | 13                | 0,38 %   |
| Белорусы       | 6                 | 0,17 %   |
| Татары         | 5                 | 0,14 %   |
| Азербайджанцы  | 5                 | 0,14 %   |
| Таджики        | 4                 | 0,12 %   |
| Другие         | 65                | 1,89 %   |
| Итого          | 3455              | 100,00 % |

## Достопримечательности
- Гдовский кремль
- Гдовский музей истории края

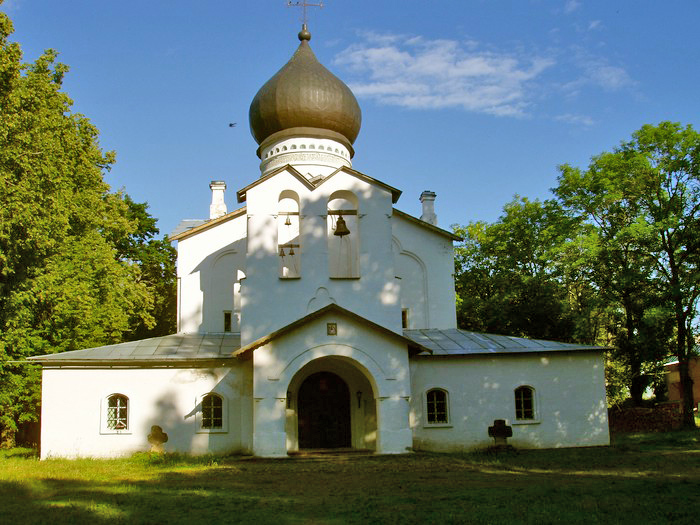
Церковь иконы Державной Божией Матери на территории Гдовского кремля, построенная на фундаменте исторического храма

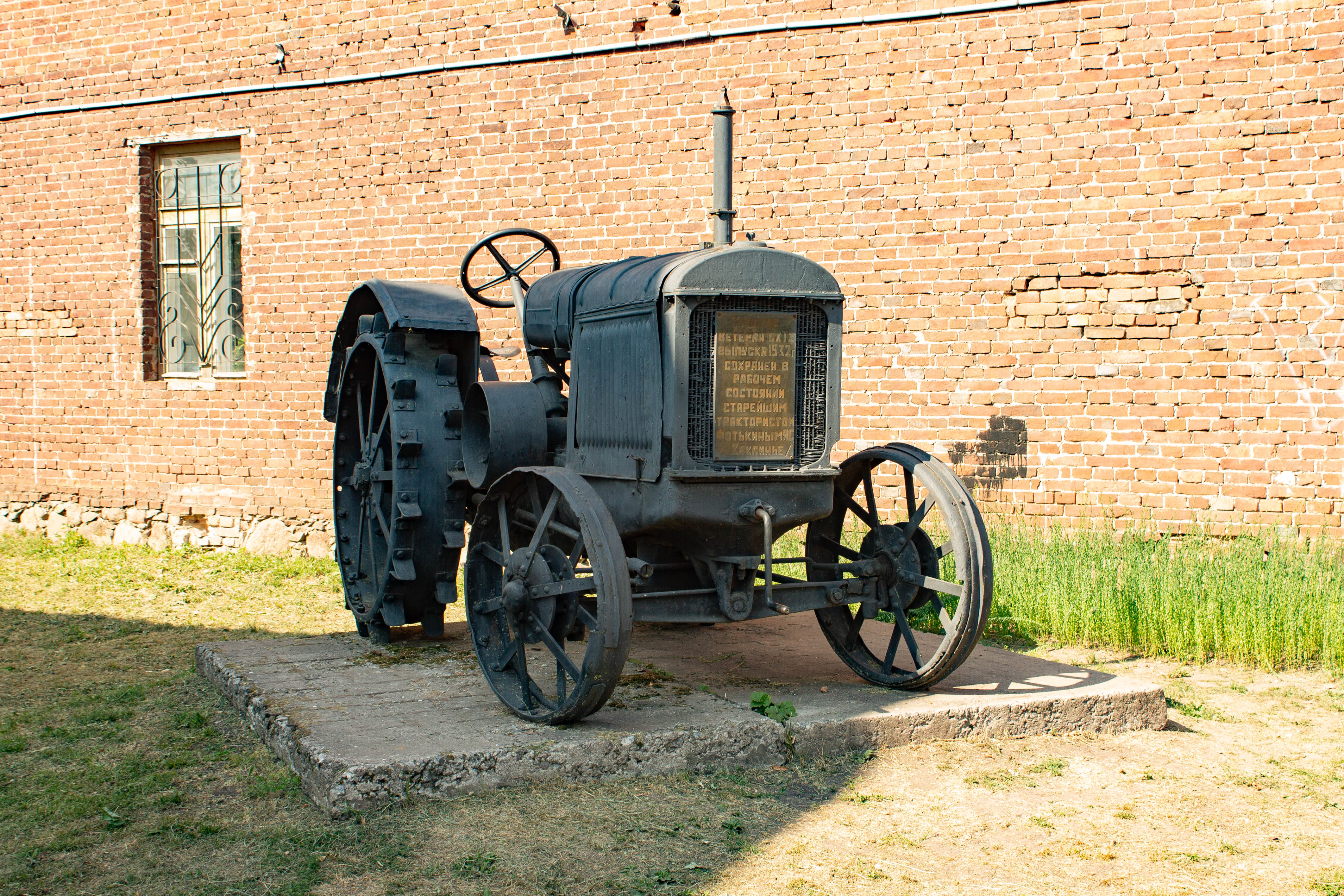
Трактор СХТЗ-15/30 на постаменте у краеведческого музея

- Собор в честь иконы Державной Божией Матери
- Дом Ф. Д. Трофимова
- Купеческие особняки XIX и начала XX веков.

## Экономика
- Рыбозавод
- ЗАО Гдовский молочный завод [Закрыт][35]
- Хлебопекарня
- Филиал ООО «Твоё здоровье» — производство воды

## Транспорт
Через город проходит дорога общего назначения Р60. Она связывает Гдов с городами Сланцы и Кингисепп на севере и с Псковом на юге. Перевозки в соседние города осуществляются рейсовыми автобусами, легковыми или маршрутными такси. Маршрутные такси из города Санкт-Петербурга отправляются в 15:00 и в 21:00 со станции метро «Обводный канал». Из города Гдова в 10:00 и 17:00. Они заезжают в город Сланцы и Кингисепп.
Железнодорожная станция Октябрьской железной дороги на линии Веймарн — Гдов в настоящее время бездействует. Станция была открыта в 1916 году при строительстве железнодорожной линии Псков-Нарва (14 января по старому стилю в Гдов прибыл первый паровоз). До 28.10.2012 г. ходил пассажирский поезд по маршруту Гдов — Санкт-Петербург, сейчас он ходит только на участке Сланцы — Санкт-Петербург, так как участок Сланцы-Гдов был закрыт и разобран. Участок пути от Гдова до Пскова разрушен в годы Великой Отечественной войны и не восстанавливался.
В 1950—1980-е годы в Гдове действовал аэродром, принимавший регулярные пассажирские рейсы из Сланцев на самолётах Ан-2.

## СМИ
Самое популярное онлайн-медиа на территории Гдова — сообщество «Граждане Гдовского края» (ВКонтакте, Телеграм, Инстаграм). С нерегулярной периодичностью издание выходит в печатном формате под названием «ГражданинЪ».
Также в районе распространяется общественно-политическая газета «Гдовская Заря», издаваемая областной автономной некоммерческой организацией «Медиа 60».

## Климат
Климат переходный от морского к континентальному. Зима умеренно-холодная, с преобладанием пасмурной погоды и оттепелями. Лето недолгое и относительно прохладное.
| Показатель                   | Янв. | Фев. | Март | Апр. | Май  | Июнь | Июль | Авг. | Сен. | Окт. | Нояб. | Дек. | Год |
| ---------------------------- | ---- | ---- | ---- | ---- | ---- | ---- | ---- | ---- | ---- | ---- | ----- | ---- | --- |
| Средняя температура, °C      | −5,1 | −5,7 | −1,5 | 5,3  | 11,3 | 15,4 | 17,8 | 16,1 | 11,0 | 5,8  | −0,1  | −3,7 | 5,6 |
| Норма осадков, мм            | 39   | 30   | 33   | 28   | 46   | 77   | 74   | 89   | 66   | 65   | 53    | 45   | 645 |
| Источник: ФГБУ "ВНИИГМИ-МЦД" |      |      |      |      |      |      |      |      |      |      |       |      |     |